# Административно-территориальные единицы левобережья Днестра
Администрати́вно-территориа́льные едини́цы левобере́жья Днестра́ (рум. Unitățile administrativ-teritoriale din stînga Nistrului) — понятие в административно-территориальном устройстве Молдавии, объединяющее населённые пункты левобережья Днестра, фактически находящиеся под контролем непризнанного государства Приднестровская Молдавская Республика.
Населённые пункты, расположенные в левобережье Днестра, но находящиеся под контролем молдавских властей, в это понятие не включаются, равно как и подконтрольные ПМР населённые пункты правобережья Днестра (Бендеры с пригородами и правобережная часть Слободзейского района) и часть Дубоссарского района ПМР (сёла Коржова, Роги, Афанасьевка, Васильевка, восточная часть села Дороцкая).
До 1999 года, по действовавшему «Закону об административно-территориальном устройстве», левобережная территория входила в состав Молдавии как пять районов (Григориопольский, Дубоссарский, Каменский, Рыбницкий и Слободзейский) и один муниципий (Тирасполь). В новой редакции закона, вступившего в действие с 1 января 1999 года, было введено понятие «административно-территориальные единицы левобережья Днестра, которым могут быть предоставлены особые формы и условия автономии». В редакции закона от 27 декабря 2001 года это понятие было сохранено.
Согласно закону «Об административно-территориальном устройстве Республики Молдова» в состав административно-территориальных единиц левобережья Днестра, которым могут быть предоставлены особые формы и условия автономии, входят 147 населённых пунктов. В том числе: 1 муниципий, 9 городов, 2 населённых пункта, входящих в состав городов, 69 сёл и коммун, в состав которых входят 135 населённых пунктов.
Закон «Об основных положениях особого правового статуса населённых пунктов левобережья Днестра (Приднестровья)», принятый в 2005 году, предусматривает возможность создания автономного территориального образования с особым правовым статусом — Приднестровье — после выполнения условий, перечисленных в части (2) статьи 1 данного закона: демилитаризация, в частности вывод войск и вооружений Российской Федерации, и «формирование демократически избранной системы власти».

## Муниципий
- Тирасполь

## Города и населённые пункты, входящие в их состав
- Григориополь
  - Красное
- Днестровск
- Дубоссары (Дубэсарь)[6]
- Каменка
  - Солнечное
- Красное
- Маяк
- Новотираспольский (Тирасполул Ноу)
- Рыбница
- Слободзея (Слобозия)

## Коммуны и населённые пункты, входящие в их состав
- Андреевка
  - Андреевка
  - Пыкалово (Пыкалова)
  - Шмалена
- Бычок
  - Бычок
  - Нововладимировка
- Бутор
  - Бутор
  - Индия
- Катериновка
  - Катериновка
  - Садки
- Карманово (Карманова)
  - Карманово (Карманова)
  - Котовка
  - Федосеевка
  - Мочаровка
- Колбасна (Кобасна)
  - Колбасна (Кобасна)
  - Сухая Рыбница
  - Колбасна (Кобасна), н.п.ж.-д.ст.
- Колосово (Колосова)
  - Колосово (Колосова)
  - Красная Бессарабия
  - Победа
- Новокомиссаровка (Комисаровка Ноуэ)
  - Новокомиссаровка (Комисаровка Ноуэ)
  - Боска
  - Новая Кошница (Кошница Ноуэ)
  - Новая Погребя (Похребя Ноуэ)
- Красненькое
  - Красненькое
  - Дмитровка (Димитрова)
  - Ивановка
- Красный Октябрь
  - Красный Октябрь
  - Александровка
- Красный Виноградарь
  - Красный Виноградарь
  - Афанасьевка
  - Новая Александровка (Александровка Ноуэ)
  - Калиновка
  - Новая Лунга (Лунга Ноуэ)
- Кузьмин (Кузмин)
  - Кузьмин (Кузмин)
  - Войтовка
- Делакеу (Делакэу)
  - Делакеу (Делакэу)
  - Красная Горка[7]
- Дойбаны-1 (Дойбань I)
  - Дойбаны-1 (Дойбань I)
  - Дойбаны-2 (Дойбань II)
  - Койково (Койкова)
- Дубово (Дубэу)
  - Дубово (Дубэу)
  - Новый Гоян (Гоянул Ноу)
- Фрунзе (Фрунзэ)
  - Фрунзе (Фрунзэ)
  - Новая Андрияшевка (Андрияшевка Ноуэ)
  - Старая Андрияшевка (Андрияшевка Веке)
  - Новокотовск
  - Приозёрное
  - Уютное
  - Новосавицкая, н.п.ж.-д.ст.
- Гоян
  - Гояны (Гоян)
  - Ягорлык
- Ержово (Хыржэу)
  - Ержово (Хыржэу)
  - Новая Михайловка (Михайловка Ноуэ)[8]
  - Сарацея (Сэрэцей)
- Гыртоп (Хыртоп)
  - Гыртоп (Хыртоп)
  - Бруслаки
  - Мариян (Мариан)
  - Мокряки
- Грушка (Хрушка)
  - Грушка (Хрушка)
  - Фрунзовка (Фрунзэука)
- Ленино (Ленин)
  - Ленино (Ленин)
  - Первомайск
  - Победа
  - Станиславка
- Малаешты (Мэлэешть)
  - Малаешты (Мэлэешть)
  - Черница
- Мокра
  - Мокра
  - Бессарабка (Басарабка)
  - Шевченко
  - Запорожец
- Выхватинцы (Офатинць)
  - Выхватинцы (Офатинць)
  - Новая Жизнь
- Подойма
  - Подойма
  - Подоймица
- Попенки (Попенку)
  - Попенки (Попенку)
  - Кирово
  - Владимировка
  - Зозуляны (Зэзулень)
- Рашково (Рашков)
  - Рашково (Рашков)
  - Янтарное
- Ротар (Ротарь)
  - Ротар (Ротарь)
  - Боданы (Бодень)
  - Соколовка
- Советское
  - Советское
  - Васильевка
- Шипка
  - Шипка
  - Весёлое
- Тея (Тею)
  - Тея (Тею)
  - Токмазея (Токмаджиу)
- Ульма (Улму)
  - Ульма (Улму)
  - Малая Ульма (Улмул Мик)
  - Лысая Гора
- Вадул-Туркулуй
  - Вадул-Туркулуй
  - Малый Молокиш (Молокишул Мик)[9]
- Валя-Адынкэ
  - Валя-Адынкэ
  - Константиновка
- Воронково (Вэрэнкэу)
  - Воронково (Вэрэнкэу)
  - Буськи (Буски)
  - Гершуновка
- Владимировка
  - Владимировка
  - Константиновка
  - Никольское

## Сёла
- Белочи (Белочь)
- Ближний Хутор
- Броштяны (Броштень)
- Бутучаны (Бутучень, Ботушаны)
- Карагаш
- Чобручи (Чобурчиу)
- Коротное (Коротна)
- Красногорка
- Дзержинское
- Гидирим
- Гараба (Хараба)
- Гармацкое (Хармацка)
- Глиное (Хлиная), Григориополь
- Глиное (Хлиная), Слободзея
- Хрустовая (Христовая)
- Жура
- Лунга[10]
- Михайловка[11]
- Большой Молокиш (Молокишул Маре)
- Незавертайловка
- Окница
- Парканы (Паркань)
- Первомайск
- Плоть (Плопь)
- Севериновка
- Слобода-Рашково (Слобозия-Рашков)
- Спея
- Строенцы (Строешть)
- Суклея
- Ташлык
- Терновка (Тырнаука)
- Цыбулёвка (Цыбулеука)
- Виноградное